# Société française de cardiologie
La Société française de cardiologie (SFC) est une organisation de recherche scientifique dans le domaine cardiovasculaire. Créée en 1937, le but premier de cette société savante est de faire avancer la recherche contre les maladies cardiovasculaires. Elle s'implique principalement dans trois domaines : le développement et la propagation de la recherche scientifique dans le domaine cardiovasculaire, l'assurance d'une formation continue de qualité et l'édition de recommandations et des règles du bon exercice de la pratique cardiologique.
Elle est membre de la Société européenne de cardiologie. Parmi ses activités, la Société française organise un congrès annuel à Paris chaque janvier et elle organise aussi des réunions scientifiques chaque année à Paris. Selon leurs spécialités, les membres peuvent s'adresser à l'un des 17 groupes de travail de la société.
La Société française de cardiologie publie deux revues spécialisée en cardiologie : 
- Archives of Cardiovascular Diseases : une publication mensuelle en anglais, éditée par Elsevier[3].
- Archives des Maladies du Cœur et des Vaisseaux - Pratique : une publication mensuelle en français, éditée par Elsevier[4].

Ces publications contiennent des articles portant sur les recherches cliniques, des études épidémiologiques, de nouvelles approches pour les méthodologiques cliniques, des articles de revues, des éditoriaux et des images de la médecine cardiovasculaire.
La Société française de cardiologie peut travailler avec l'industrie pharmaceutique, pour la réalisation de ses congrès.
En 2010, elle crée la Fondation cœur et recherche.

## Missions
Les missions de la Société Française de Cardiologie sont :
- Faire avancer la recherche ;
- Améliorer les pratiques professionnelles ;
- Mobiliser les pouvoirs publics sur les maladies cardiovasculaires.

## Gouvernance
(juillet 2025).
Présidence
Le président de la Société française de cardiologie est le professeur Ariel Cohen, de l'hôpital Saint-Antoine à Paris.
Bureau
La SFC est gérée par un bureau composé de neuf membres (dont le président actuel et la past-président) plus trois membres invités :
- Président : Pr Ariel Cohen, professeur en cardiologie à l'hôpital Saint-Antoine à Paris.
- Past-présidente : Pr Martine Gilard[7], professeure en cardiologie au CHU de Brest.
- Vice-président : Pr Christophe Leclercq, professeur en cardiologie au CHU de Rennes.
- Secrétaire général : Dr Serge Kownator, docteur en cardiologie au Centre Cardiologique et Vasculaire à Thionville.
- Secrétaire général adjoint chargé des relations européennes : Pr Bernard Iung, professeur en cardiologie à l'hôpital Bichat-Claude-Bernard à Paris.
- Secrétaire scientifique chargée des Journées européennes : Pr Hélène Eltchaninoff, professeur en cardiologie au CHU de Rouen.
- Secrétaire scientifique adjoint chargé de la recherche : Pr Jean-Sébastien Hulot, professeur en cardiologie à l'hôpital européen Georges-Pompidou à Paris.
- Trésorier : Pr Victor Aboyans, professeur en cardiologie au centre hospitalier universitaire de Limoges.
- Secrétaire chargé des communautés : Pr Jean-Claude Deharo, professeur en cardiologie à l'hôpital de la Timone à Marseille.
- Membre invité chargé de la FMC/DPC : Dr Guillaume Bonnet, docteur en cardiologie au CHU de Bordeaux.
- Membre invité chargé des Archives des Maladies du Cœur et des Vaisseaux - Pratique[4] : Pr Jean-Yves Artigou, professeur en cardiologie à l'hôpital René-Muret-Brigottini à Sevran.
- Membre invité : Dr Franck Albert, docteur en cardiologie au Centre hospitalier Louis-Pasteur au Coudray.

| Portrait                                                                  | Identité                           | Période         | Période | Durée |
| Portrait                                                                  | Identité                           | Début           | Fin     | Durée |
| ------------------------------------------------------------------------- | ---------------------------------- | --------------- | ------- | ----- |
| Charles Laubry, collection de la Bibliothèque interuniversitaire de santé | Charles Laubry (1872 - 1960)       | 1937            | 1939    | 2 ans |
| Antonin-Pierre Clerc                                                      | Antonin-Pierre Clerc (1871 - 1954) | 1939            | 1946    | 7 ans |
| Pas de portrait sous licence libre disponible pour Louis Gallavardin.     | Louis Gallavardin (1875 - 1957)    | 1946            | 1948    | 2 ans |
| Camille Lian                                                              | Camille Lian (1882 - 1969)         | 1948            | 1950    | 2 ans |
| Pas de portrait sous licence libre disponible pour Edouard Donzelot.      | Edouard Donzelot (d) (1884 - 1960) | 1950            | 1952    | 2 ans |
| Pas de portrait sous licence libre disponible pour Gaston Giraud.         | Gaston Giraud (d) (1888 - 1975)    | 1952            | 1954    | 2 ans |
| Pas de portrait sous licence libre disponible pour Pascal Guéret.         | Pascal Guéret (d)                  | 19 janvier 2008 |         |       |
| Pas de portrait sous licence libre disponible pour Ariel Cohen.           | Ariel Cohen (d) (né en 1957)       | 2020            |         |       |
| Pas de portrait sous licence libre disponible pour Christophe Leclercq.   | Christophe Leclercq (d)            | 2022            | 2024    | 2 ans |
| Pas de portrait sous licence libre disponible pour Bernard Iung.          | Bernard Iung (d)                   | 2024            |         |       |

## Présidents honoraires
| 1937-1939 : Dr Charles Laubry    | 1966-1968 : Pr Jean Facquet   | 1981-1983 : Pr Henri Bricaud        | 1999-2000 : Pr Robert Haiat        |
| 1939-1946 : Pr Antonin Clerc     | 1968-1970 : Pr André Jouve    | 1983-1985 : Dr Michel Degeorges     | 2000-2001 : Pr Jean-Marc Lablanche |
| 1946-1948 : Dr Louis Gallavardin | 1970-1971 : Pr Yves Bouvrain  | 1985-1987 : Pr Yves Grosgogeat      | 2001-2002 : Pr Jean-Paul Fauchier  |
| 1948-1950 : Pr Camille Lian      | 1971-1972 : Pr Robert Raynaud | 1987-1989 : Dr Raymond Gérard       | 2002-2004 : Pr Michel Komajda      |
| 1950-1952 : Pr Édouard Donzelot  | 1972-1973 : Dr André Gonin    | 1989-1991 : Pr Mireille Brochier    | 2004-2006 : Pr Jean-Claude Daubert |
| 1952-1954 : Pr Gaston Giraud     | 1973-1974 : Pr Jean Di Matteo | 1991-1993 : Pr Robert Slama         | 2006-2008 : Pr Nicolas Danchin     |
| 1954-1956 : Dr Daniel Routier    | 1974-1975 : Pr Gabriel Faivre | 1993-1994 : Pr Jean-Pierre Delahaye | 2008-2010 : Pr Pascal Guéret       |
| 1956-1958 : Pr Edmond Doumer     | 1975-1976 : Pr Jean Horeau    | 1994-1995 : Pr Jean-Paul Bounhoure  | 2010-2012 : Pr Geneviève Derumeaux |
| 1958-1960 : Pr Pierre Soulié     | 1976-1977 : Pr Pierre Calazel | 1995-1996 : Pr André Vacheron       | 2012-2014 : Pr Albert Hagège       |
| 1960-1962 : Pr Jean Lenègre      | 1977-1978 : Dr Pierre Maurice | 1996-1997 : Pr Jean-Paul Broustet   | 2014-2016 : Pr Yves Juillière      |
| 1962-1964 : Dr Roger Froment     | 1978-1979 : Pr Robert Tricot  | 1997-1998 : Pr Michel Bertrand      | 2016-2018 : Pr Jean-Yves Le Heuzey |
| 1964-1966 : Pr Pierre Broustet   | 1979-1981 : Pr Paul Puech     | 1998-1999 : Pr Claude Guérot        | 2018-2020 : Pr Martine Gilard      |

## Financement
Selon La Tribune, La Société française de cardiologie « est financée en partie grâce aux partenariats noués avec les laboratoires pharmaceutiques, dont Servier ». Selon le Formindep, les accords de sponsoring peuvent s'élever à une centaine de milliers d'euros par congrès. Selon Reporterre, la Société française de cardiologie serait également financée par Sanofi-Aventis.